# Jan Rychlík (historik)
Jan Rychlík (* 26. listopadu 1954 Praha) je český historik, odborník na moderní dějiny slovanských národů.

## Životopis
Na Filozofické fakultě Univerzity Karlovy v Praze vystudoval dějepis – národopis, další vzdělání absolvoval na Univerzitě sv. Klimenta Ochridského v Sofii. V roce 2014 mu tato univerzita udělila čestný doktorát historických věd. Mezi léty 1979 a 1991 postupně pracoval v Ústavu pro folklór Bulharské akademie věd, v Záhorském muzeu ve slovenské Skalici a v Zemědělském muzeu Ústavu vědeckotechnických informací pro zemědělství (ÚVTIZ) v Praze. Poté se stal vědeckým pracovníkem Ústavu T. G. Masaryka a později Masarykova ústavu a archivu Akademie věd České republiky, kde působí dodnes. V roce 1992 působil jako poradce premiéra České republiky Petra Pitharta. Mezi léty 2006 a 2012 působil na Filozofické fakultě Univerzity Sv. Cyrila a Metoda ve slovenské Trnavě. Od roku 1992 přednáší také na Filozofické fakultě Univerzity Karlovy (Ústav českých dějin) a na Fakultě přírodovědně-humanitní a pedagogické Technické univerzity v Liberci. Je spolupředsedou Česko-slovenské komise historiků a členem několika redakčních či vědeckých rad.
Badatelsky se specializuje na moderní české a slovenské dějiny a na problematiku vývoje balkánských národů. Mezi akcentovaná témata jeho prací náleží formování národů, česko-slovenské potýkání ve společném státě, otázka pozemkových reforem a některé problémy etnografie.
Je synem hudebního skladatele Jana Rychlíka.
Žije v Česku s manželkou slovenského původu. Má české i slovenské občanství.

### Ocenění
- 2024 – Řád bílého dvojkříže III. třídy za rozvoj vztahů mezi Českem a Slovenskem[3]
- 2024 – Cena Miroslava Ivanova za celoživotní dílo v literatuře faktu[4]

## Publikace
- R.W. Seton-Watson and his Relations with the Czechs and Slovaks. Documents 1906–1951 I, II, Ústav T.G. Masaryka / Matica slovenská : Praha / Martin. ISBN 80-901478-9-5, 80-901971-3-2 (spoluautoři T. D.Marzik a M.Bielik).
- Češi a Slováci ve 20. století. Česko-slovenské vztahy 1914–1945. Academic Electronic Press, Bratislava, 1997. ISBN 80-88880-10-6
- Etnos i folklor. Balgarsko-češki folklorni paraleli. Vezni 4, Sofia 1997 (bulharsky)
- Češi a Slováci ve 20. století. Česko-slovenské vztahy 1945–1992. Academic Electronic Press, Bratislava, 1998. ISBN 80-88880-02-5
- Rozpad Československa. Česko-slovenské vztahy 1989–1992. Academic Electronic Press, Bratislava, 2002. ISBN 80-88880-02-5
- Dějiny Bulharska. Nakladatelství Lidové noviny, Praha, 2000. ISBN 80-7106-404-1
- Dějiny Makedonie. Nakladatelství Lidové noviny, Praha, 2003. (spoluautor M. Kouba) ISBN 80-7106-642-7
- Dějiny Chorvatska. Nakladatelství Lidové noviny, Praha, 2007. ISBN 978-80-7106-885-3 (spoluautor M. Perenčević).
- Dějiny Slovinska. Nakladatelství Lidové noviny, Praha, 2011. ISBN 978-80-7422-131-6 (společně s. M. Tonkovou, L. Hladkým, A. Kozárem).
- Cestování do ciziny v habsburské monarchii a v Československu, Ústav pro soudobé dějiny AV ČR, Praha, 2007. ISBN 978-80-7285-081-5.
- Češi a Slováci ve 20. století : spolupráce a konflikty 1914-1992. Praha: Ústav pro studium totalitních režimů, 2012. 677 s. ISBN 978-80-87211-59-5.
- Hospodářský, sociální, kulturní a politický vývoj Podkarpatské Rusi 1919-1939. Praha, Národohospodářský ústav Josefa Hlávky, 2013. ISBN 978-80-86729-86-2 (s M. Rychlíkovou).

- Od minulosti k dnešku. Dějiny českých zemí. Vyšehrad, Praha, 2013. ISBN 978-80-7429-387-0 (s V. Penčevem).
- Historie, mýty a jízdní řády. Vyšehrad, Praha, 2015. ISBN 978-80-7429-637-6 (kniha rozhovorů s Vladimírem Kučerou).
- Dějiny Ukrajiny. Nakladatelství Lidové noviny, Praha, 2015. ISBN 978-80-7106-409-1 (společně s Paulem Magocsim a Bohdanem Zilynským).
- Podkarpatská Rus v dějinách Československa 1918-1946. Vyšehrad, Praha, 2016. ISBN 978-80-7429-556-0 (s M. Rychlíkovou).
- Československo v období socialismu 1945-1989. Vyšehrad, Praha, 2020. ISBN 978-80-7601-334-6.

## Členství v odborných komisích a profesních organizacích
- Česko-slovenská komise historiků
- Slovenská historická spoločnosť
- Sdružení historiků České republiky
- Polsko-česká vědecká společnost
- Národopisná společnost při AV ČR
- DURANCIA – historický spolek (místopředseda)